# يمحاض
يمحاض مملكة في شمال غرب سوريا ازدهرت من القرن التاسع عشر قبل الميلاد وحتى النصف الثاني من القرن السابع عشر قبل الميلاد، وكانت من أهم المناطق التجارية قبل ما يقارب من أربعة آلاف عام.
كان مركز وعاصمة المملكة مدينة حلب، وقد امتدت لتشمل سورية وشمال الهلال الخصيب، وحتى بدايات البادية السورية جنوباً، وكانت صلة الوصل بين شرق الهلال الخصيب والبحر الأبيض المتوسط، حيث كانت تمر عبرها القوافل والمواد التجارية، كالنحاس من قبرص إلى سواحل سوريا، وبعض المنتجات من منطقة بحر أيجة باتجاه بلاد الرافدين عبر سوريا ومملكة يمحاض حلب، إضافة لصناعات ومنتجات مملكة يمحاض حلب مثل النسيج والحبوب وبعض المنتجات التي كانت تصدر شرقآ وغرباً.

## المجتمع
كان في هذه المنطقة من سوريا عدة شعوب منهم الأموريون والحوريون، وقد شكل الأموريون السكان الأساسيين في المملكة وكان الملك منهم، إلا أن الحوريين، كانوا يشكلون نسبة عالية من السكان في منطقة حلب وما حولها، وكانت طبقات السكان من الأسياد وطبقات الحكام والتجار والعامة، ونظرا للأهمية التي تتمتع بها العاصمة حلب من الناحية الدينية فقد تمت المماثلة بين إله العاصفة، الإله هداد الذي انتشرت عبادته في أغلب أنحاء سوريا، والإله الحوري تيشوب منذ القرن 17 ق.م.

## ازدهار مملكة يمحاض
كانت حلب عاصمة مملكة يمحاض مركزاً دينياً مهماً لعبادة إله العاصفة أو إله العواصف، كما كانت مركزا تجاريا ذي شأن وأهمية كبيرة، وكان لتراجع دور إبلا المملكة السورية القريبة من حلب بعد أن هاجمها نارام سين الأكادي، دورا مساعدا في صعود نجم مملكة يمحاض، ويلاحظ ذلك من خلال النصوص، حيث يذكر ملك مملكة ماري (المملكة السورية على نهر الفرات الأوسط) في القرن التاسع عشر قبل الميلاد، أثناء حملته باتجاه البحر المتوسط وسواحل سوريا، فرضه الجزية على يمحاض، وكانت مملكة ماري في حينها قد تحالفت مع الدولة الآشورية ومملكة قَطْنَا، في العام 1775 ق.م، استطاع ملك ماري زمري ليم، الإطاحة بملك ماري «سامو إيبو» المتحالف مع الملك الآشوري «شمشي أداد»، مما أدى إلى تغير موازين القوى. ويمكن على ضوء ذلك تفسير صعود مملكة يمحاض كأحد المنافسين الأقوياء في الهلال الخصيب كما في أحد نصوص ماري من حوالي 1770 ق.م (نشر في Georges Dossin: Syria 19, Paris, 1938, S. 117f) والذي يعد يمحاض أقوى الدول بين بابل ولارسا وإشنونة وقَطْنَا، كما ومدَّ ملك يمحاض "ياريم ليم" الأول وابنه "حمورابي" الأول حدود المملكة حتى البليخ شرقاً (نهر البليخ في الجزيرة السورية)، وكانا وثيقي الصلة بحمورابي البابلي، كما تساعد النصوص المكتشفة في ألالاخ في جبال الأمانوس السورية (جبال الساحل) السوري التي خضعت بدورها لمملكة يمحاض على إكمال تاريخ المملكة حتى العام 1650 ق.م حيث وصلت قوة وشهرة يمحاض إلى أوج ازدهارها وكان لها دورا تجاريا كبيرا إضافة لأهميتها الدينية.

## المواجهة بين يمحاض والحيثيون
في النصف الثاني من القرن السابع عشر قبل الميلاد قامت النزاعات بين مملكة يمحاض وبين الملك الحيثي هاتوشيلي الأول وقام بحملة عسكرية باتجاه الهلال الخصيب واستطاع بعد عدة مواجهات أن يدخل المناطق الخاضعة لمملكة يمحاض، فدمر ألالاخ التابعة ليمحاض، وبعد ثلاث سنوات من الحملة الأولى توجه مرة أخرى غرباً، وهزم التحالف الشمالي الذي قادته يمحاض واستطاع دخول مدينة حلب، ونهب الكثير من كنوز المدينة حاملاً معه تماثيل الإله هداد، ليُعظم في حاثي طلباً للقوة من إله المملكة القوية يمحاض.
رغم المواجهة من الحيثيين وقيام ممالك سورية جديدة في مناطق كانت تابعة لمملكة يمحاض، النص الحيثي الذي يذكر ذلك، مدون بعد 200عام من هذه الأحداث، كما لا تبين النصوص الحيثية أن حلب أصبحت تتبع للدولة الحيثية، والمرجح أن مملكة حلب استمرت كمملكة لفترة من الزمن بعد هذه الحملة، وأن قلة النصوص عن هذه الفترة لا يساعد على استبنائها على وجه التحديد، خصوصاً أن أرشيف (محفوظات) ملوك حلب لا يزال قابعا في مكان ما تحت مدينة حلب ولم يتم اكتشافه حتى اليوم.
يخبرنا نص ملك إدري ليم ألالاخ أن حلب خضعت لمملكته (القريبة من حلب) في أواخر القرن السادس عشر قبل الميلاد، كما يخبرنا أنها خضعت لمملكة ميتاني على الأرجح حوالي 1460 ق.م، وبعد قيام ممالك حيثية سورية، وبذلك يتضح أن مملكة يمحاض استمرت بعد المواجهات مع الحيثيين لأكثر من 200 عام واستعادت جزء من قوتها ومركزها ونشاطها التجاري حتى العام 1460 ق.م.